# 횡단면
횡단면(橫斷面, transverse plane, axial plane, horizontal plane)은 길쭉한 물체를 상부와 하부로 나누는 가상의 면을 말한다. 인체에 대한 해부학적 용어로 사용했을 때 시상면과 관상면에 수직한다.

## 그림

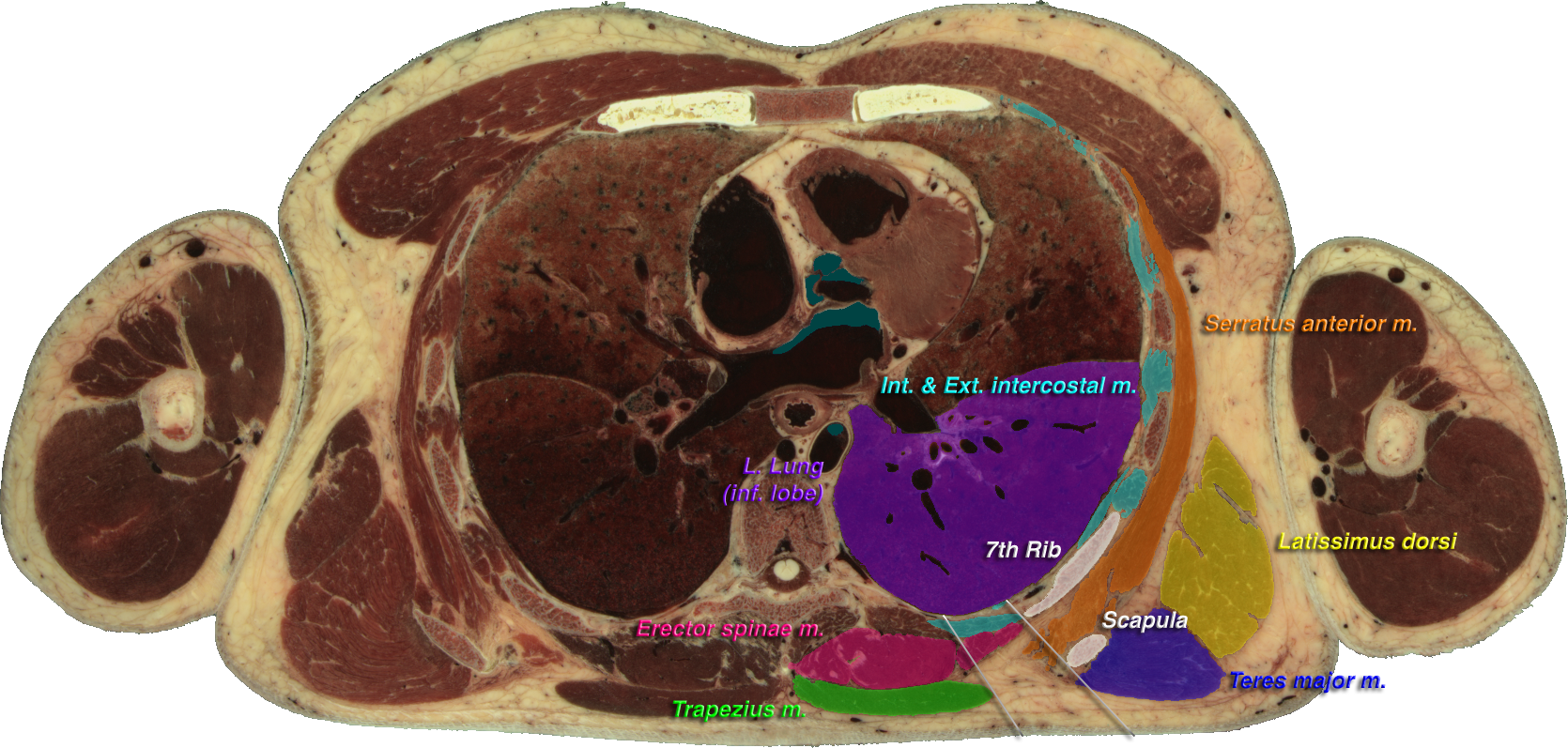
인체의 횡단면
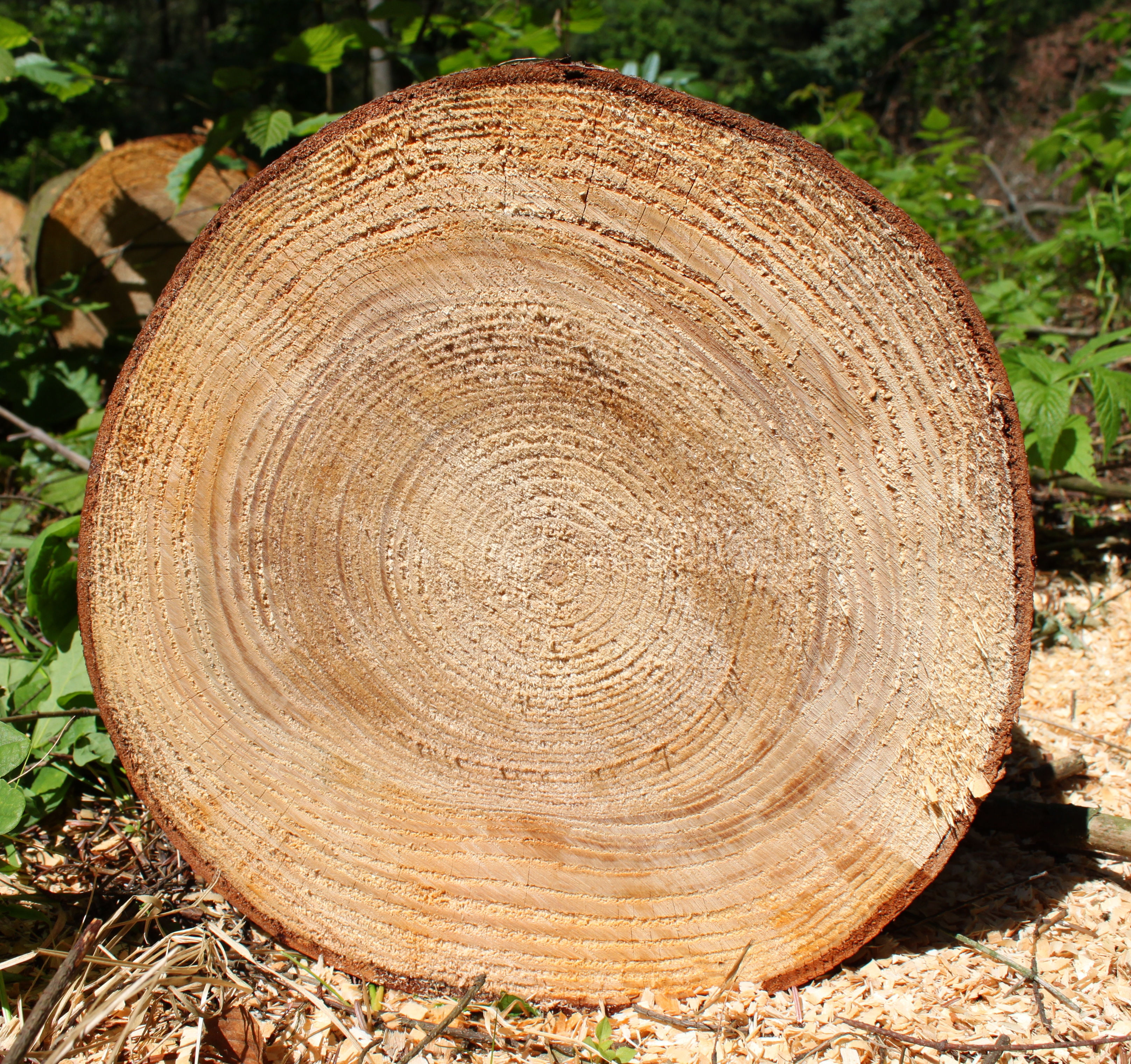
소나무과 나무의 횡단면. 나이테가 보인다.
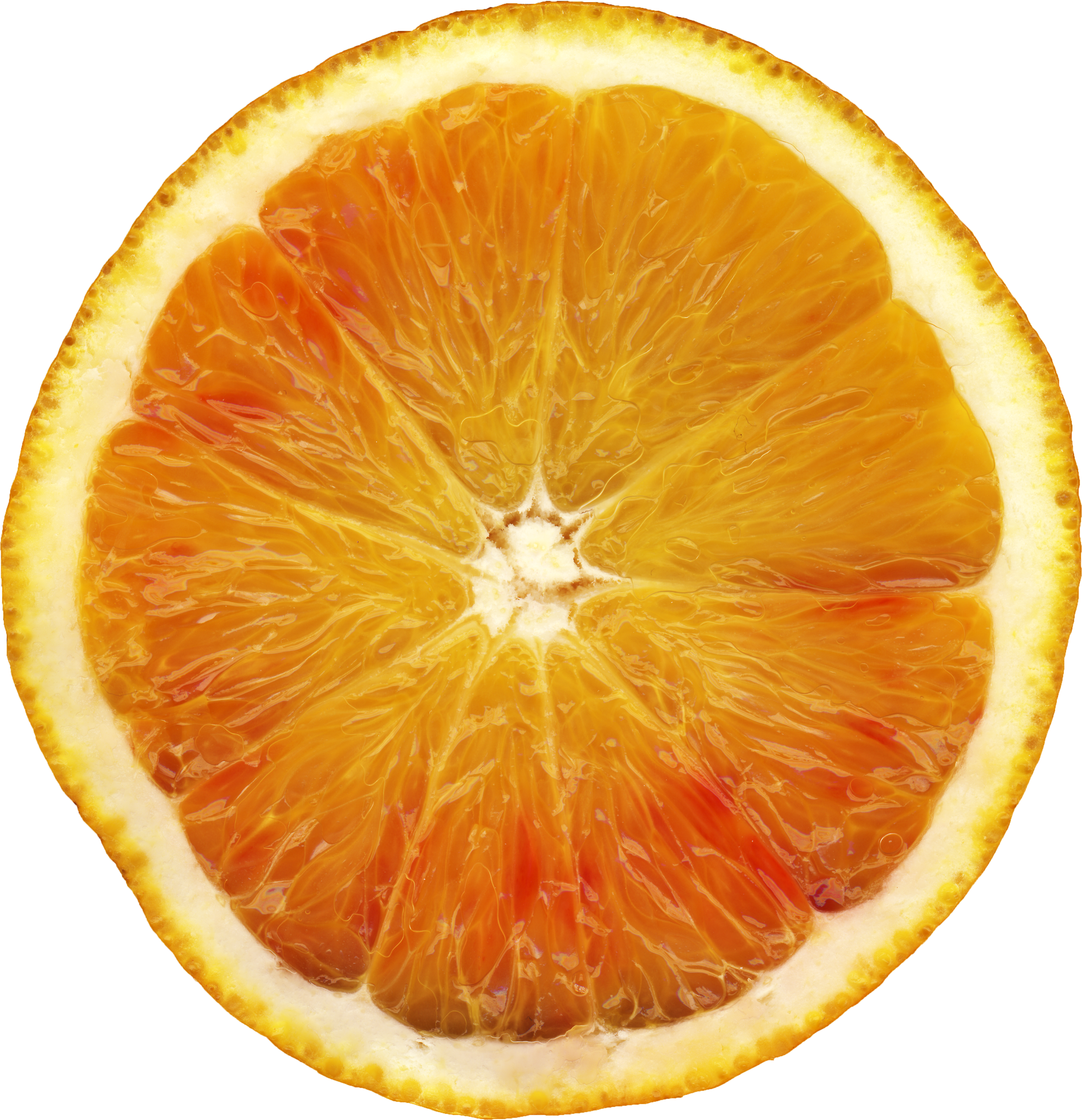
오렌지의 횡단면
에어버스 A380과 보잉 747의 횡단면

## 같이 보기
- 위치에 대한 해부학 용어
- 관상면
- 시상면